# Chiesa di San Brizio (Domodossola)
La chiesa di San Brizio è un edificio religioso situato a Domodossola, in provincia del Verbano-Cusio-Ossola nella frazione di Vagna su un'altura affacciata sulla piana di Domodossola lungo la strada che porta all'alpe Lusentino.
Il campanile, databile all'inizio del XI secolo è collocato nella parte sud-est dell'edificio e conserva evidenti tracce dell'origine medievale. La base è 3,60 x 3,55 m costituita da una muratura in pietra irregolare collocata in corsi orizzontali interrotti nel lato settentrionale dove si trova la porta di accesso. La struttura, alta 20 metri, si sviluppa su quattro piani contrassegnati da cornici segnapiano con decori a zigzag e monofore sempre più ampie, l'ultima archivoltata. La cuspide un tempo era piramidale con coperture in piode.
Alla struttura originaria della chiesa romanica venne aggiunta una navata sul lato settentrionale, durante la seconda metà del Seicento l'edificio venne abbattuto per costruire una chiesa di dimensioni maggiori, già nel XIII secolo Vagna era infatti diventata parrocchia autonoma.
La titolazione a San Brizio di Tours fornisce qualche indicazione sull'età dell'edificio originario, il culto del santo venne infatti portato in Italia probabilmente dai Franchi nell'VIII secolo.
L'attuale facciata intonacata non presenta più alcuna traccia dell'antico edificio romanico. La struttura ha tre navate con volte a crociera affrescate e separate da colonne in serizzo, l'altare maggiore in marmi policromi è in stile barocco e risale al 1767 ed è preceduto da una balaustra, anch'essa in marmi policromi, che separa la navata centrale dal presbiterio. Ai lati dell'altare le statue dei santi Brizio e Gaudenzio.
Notevole l'altare ligneo collocato nella cappella di Santa Marta opera di Giulio Gualio, scultore e pittore di Antronapiana.
Nella cappella della Visitazione della Beata Vergine Maria a Santa Elisabetta è conservato una pregevole tela raffigurante la Visitazione opera di Tanzio da Varallo e incorniciata in un altare ligneo opera di un intagliatore locale. 
Una tela attribuita alla scuola del Cerano che raffigura "I vizi capitali" e recentemente restaurata e collocata sopra l'altare della navata di destra, raffigura un Bambino Gesù neonato con il monogramma IHS, sotto di questa un cartiglio col monito "Sanctum et Terribile Nomen eius" e un groviglio di demoni ritenuto in passato eccessivo e "poco decente" dalle autorità ecclesiastiche.
Gli affreschi della cupola della cappella del Santissimo Nome di Gesù sono del Borgnis.